# Merulaxis
Genre
Merulaxis est un genre d'oiseaux de la famille des Rhinocryptidés. Il se trouve à l'état naturel au Brésil.

## Liste des espèces
Selon la classification de référence du Congrès ornithologique international (version 6.4, 2016)
- Merulaxis ater —  Mérulaxe noir (Lesson, R, 1831)
- Merulaxis stresemanni  — Mérulaxe de Stresemann (Sick, 1960)